# Parti socialiste démocratique du Népal
Le Parti socialiste démocratique du Népal (en népalais : लोकतान्त्रिक समाजवादी पार्टी) aussi appelé Loktantrik Samajwadi Party, Nepal (LSPN) est un parti politique népalais. Le parti est enregistré auprès de la commission électorale du pays le 18 août 2021 à la suite d'une scission avec le Parti socialiste populaire du Népal. Le symbole électoral du parti est un vélo.

## Résultats électoraux

### Élections législatives
| Année | Voix | % | Sièges  | Rang |
| ----- | ---- | - | ------- | ---- |
| 2022  |      |   | 4 / 275 | 10e  |

### Élections sénatoriales
| Année | Rang | Sièges |
| ----- | ---- | ------ |
| 2022  | 6e   | 1 / 59 |
| 2024  | 6e   | 1 / 59 |